# Знаки почтовой оплаты СССР (1925)
Зна́ки почто́вой опла́ты СССР (1925) — перечень (каталог) знаков почтовой оплаты (почтовых марок), введённых в обращение дирекцией по изданию и экспедированию знаков почтовой оплаты Народного комиссариата почт и телеграфов СССР в 1925 году.
С января по 28 декабря 1925 года было выпущено 36 почтовых марок, в том числе 24 памятные (коммеморативные), 10 стандартных первого выпуска (1923—1927), номиналы которого даны в золотом исчислении, 2 стандартные марки (1925—1939) «В. И. Ленин». Кроме того, осуществлён выпуск доплатных марок семи номиналов.

## Список коммеморативных (памятных) марок
Порядок следования элементов в таблице соответствует номеру по каталогу марок СССР (ЦФА), в скобках приведены номера по каталогу «Михель».
| № по каталогу | Изображение | Описание и источники            | Номинал   | Дата выпуска         | Тираж     | Художник                        |
| --- | ----------- | ------------------------------- | --------- | -------------------- | --------- | ------------------------------- |
| (ЦФА [АО «Марка»] № 212) (Mi #292 B) |             | Мавзолей Ленина                 | 0,07 руб. | март 1925 года       | 1 000 000 | Василий Завьялов Рихард Зариньш |
| (ЦФА [АО «Марка»] № 213) (Mi #293 B) |             | Мавзолей Ленина                 | 0,14 руб. | март 1925 года       | 1 000 000 | Василий Завьялов Рихард Зариньш |
| (ЦФА [АО «Марка»] № 214) (Mi #294 B) |             | Мавзолей Ленина                 | 0,20 руб. | март 1925 года       | 1 000 000 | Василий Завьялов Рихард Зариньш |
| (ЦФА [АО «Марка»] № 215) (Mi #295 B) |             | Мавзолей Ленина                 | 0,40 руб. | март 1925 года       | 1 000 000 | Василий Завьялов Рихард Зариньш |
| (ЦФА [АО «Марка»] № 216) (ЦФА [АО «Марка»] № 216А) (Mi #292 A)                                                                             |             | Мавзолей Ленина                 | 0,07 руб. | 21 января 1925 года  | 1 000 000 | Василий Завьялов Рихард Зариньш |
| (ЦФА [АО «Марка»] № 217) (ЦФА [АО «Марка»] № 217А) (Mi #293 A)                                                                             |             | Мавзолей Ленина                 | 0,14 руб. | 21 января 1925 года  | 1 000 000 | Василий Завьялов Рихард Зариньш |
| (ЦФА [АО «Марка»] № 218) (ЦФА [АО «Марка»] № 218А) (Mi #294 A)                                                                             |             | Мавзолей Ленина                 | 0,20 руб. | 21 января 1925 года  | 1 000 000 | Василий Завьялов Рихард Зариньш |
| (ЦФА [АО «Марка»] № 219) (ЦФА [АО «Марка»] № 219А) (Mi #295 A)                                                                             |             | Мавзолей Ленина                 | 0,40 руб. | 21 января 1925 года  | 1 000 000 | Василий Завьялов Рихард Зариньш |
| (ЦФА [АО «Марка»] № 227) (ЦФА [АО «Марка»] № 227А) (ЦФА [АО «Марка»] № 227Б) (ЦФА [АО «Марка»] № 227В) (ЦФА [АО «Марка»] № 227Г) (Mi #298) |             | Академия наук                   | 0,03 руб. | 8 сентября 1925 года | 1 000 000 | Н. Алексеев                     |
| (ЦФА [АО «Марка»] № 228) (ЦФА [АО «Марка»] № 228А) (ЦФА [АО «Марка»] № 228Б) (Mi #299)                                                     |             | Академия наук                   | 0,15 руб. | 8 сентября 1925 года | 750 000   | Н. Алексеев                     |
| (ЦФА [АО «Марка»] № 229) (ЦФА [АО «Марка»] № 229А) (Mi #300)                                                                               |             | А. Попов                        | 0,07 руб. | 30 октября 1925 года | 3 000 000 | Н. Качура                       |
| (ЦФА [АО «Марка»] № 230) (Mi #301) |             | А. Попов                        | 0,14 руб. | 30 октября 1925 года | 2 000 000 | Н. Качура                       |
| (ЦФА [АО «Марка»] № 231) (Mi #302 B) |             | Революция 1905 года: забастовка | 0,03 руб. | 20 декабря 1925 года | 2 000 000 | Дмитрий Голядкин                |
| (ЦФА [АО «Марка»] № 232) (Mi #303 B) |             | Революция 1905 года: митинг     | 0,07 руб. | 20 декабря 1925 года | 1 000 000 | Н. Никонов                      |
| (ЦФА [АО «Марка»] № 233) (Mi #304 B) |             | Революция 1905 года: баррикады  | 0,14 руб. | 20 декабря 1925 года | 1 000 000 | Н. Владимиров                   |
| (ЦФА [АО «Марка»] № 234) (Mi #302 A) |             | Революция 1905 года: забастовка | 0,03 руб. | 20 декабря 1925 года | 2 000 000 | Дмитрий Голядкин                |
| (ЦФА [АО «Марка»] № 235) (Mi #303 A) |             | Революция 1905 года: митинг     | 0,07 руб. | 20 декабря 1925 года | 1 000 000 | Н. Никонов                      |
| (ЦФА [АО «Марка»] № 236) (Mi #304 A) |             | Революция 1905 года: баррикады  | 0,14 руб. | 20 декабря 1925 года | 1 000 000 | Н. Владимиров                   |
| (ЦФА [АО «Марка»] № 237) (Mi #305 B) |             | Декабристы: на каторге          | 0,03 руб. | 28 декабря 1925 года | 2 000 000 | Дмитрий Голядкин                |
| (ЦФА [АО «Марка»] № 238) (Mi #306 B) |             | Декабристы: на площади          | 0,07 руб. | 28 декабря 1925 года | 1 000 000 | Дмитрий Голядкин                |
| (ЦФА [АО «Марка»] № 239) (Mi #307 B) |             | Декабристы: барельеф            | 0,14 руб. | 28 декабря 1925 года | 1 000 000 | Дмитрий Голядкин                |
| (ЦФА [АО «Марка»] № 240) (Mi #305 A) |             | Декабристы: на каторге          | 0,03 руб. | 28 декабря 1925 года | 2 000 000 | Дмитрий Голядкин                |
| (ЦФА [АО «Марка»] № 241) (Mi #306 A) |             | Декабристы: на площади          | 0,07 руб. | 28 декабря 1925 года | 1 000 000 | Дмитрий Голядкин                |
| (ЦФА [АО «Марка»] № 242) (Mi #307 A) |             | Декабристы: барельеф            | 0,14 руб. | 28 декабря 1925 года | 1 000 000 | Дмитрий Голядкин                |

## Выпуски стандартных марок

### Первый выпуск стандартных марок (1923—1927)
С января 1925 года продолжена эмиссия первого выпуска стандартных марок СССР. Рисунок на почтовых марках первого стандартного выпуска СССР повторял изображения на марках четвёртого стандартного выпуска РСФСР 1922—1923 года. Отличительная особенность почтовых марок «золотого» стандарта: их продавали на почте по номиналу, установленному котировальной комиссией Московской товарной биржи в соответствии с курсом дня золотого рубля. Так как пересчёт почтовых тарифов в денежные знаки 1923 года производился по курсу червонца, то соответственно ежедневно менялись и почтовые тарифы, выраженные в совзнаках.
Порядок следования элементов в таблице соответствует номеру по каталогу марок СССР (ЦФА), в скобках приведены номера по каталогу «Михель».
| № по каталогу                           | Изображение | Описание и источники   | Номинал   | Дата выпуска        | Тираж    | Художник                                                                |
| --------------------------------------- | ----------- | ---------------------- | --------- | ------------------- | -------- | ----------------------------------------------------------------------- |
| (ЦФА [АО «Марка»] № 135) (Mi #252 I A)  |             | Рабочий                | 0,14 руб. | 30 марта 1925 года  | массовый | скульптор Иван Шадр оформление Дмитрий Голядкин гравёр Алексей Троицкий |
| (ЦФА [АО «Марка»] № 136) (Mi #253 I A)  |             | Крестьянин («лимонка») | 0,15 руб. | 6 февраля 1925 года | массовый | скульптор Иван Шадр оформление Дмитрий Голядкин гравёр Алексей Троицкий |
| (ЦФА [АО «Марка»] № 144A) (Mi #261 I D) |             | Рабочий                | 5,00 руб. | февраль 1925 года   | массовый | скульптор Иван Шадр оформление Дмитрий Голядкин гравёр Алексей Троицкий |
| (ЦФА [АО «Марка»] № 151) (Mi #244 I B)  |             | Красноармеец           | 0,03 руб. | январь 1925 года    | массовый | скульптор Иван Шадр оформление Дмитрий Голядкин гравёр Алексей Троицкий |
| (ЦФА [АО «Марка»] № 153) (Mi #246 I B)  |             | Рабочий                | 0,05 руб. | февраль 1925 года   | массовый | скульптор Иван Шадр оформление Дмитрий Голядкин гравёр Алексей Троицкий |
| (ЦФА [АО «Марка»] № 156-I) (Mi #278)    |             | Рабочий                | 0,08 руб. | октябрь 1925 года   | массовый | скульптор Иван Шадр оформление Дмитрий Голядкин гравёр Алексей Троицкий |
| (ЦФА [АО «Марка»] № 157) (Mi #250 I B)  |             | Крестьянин             | 0,09 руб. | июнь 1925 года      | массовый | скульптор Иван Шадр оформление Дмитрий Голядкин гравёр Алексей Троицкий |
| (ЦФА [АО «Марка»] № 159) (Mi #280 I A)  |             | Красноармеец           | 0,10 руб. | ноябрь 1925 года    | массовый | скульптор Иван Шадр оформление Дмитрий Голядкин гравёр Алексей Троицкий |
| (ЦФА [АО «Марка»] № 160) (Mi #252 I B)  |             | Рабочий                | 0,14 руб. | март 1925 года      | массовый | скульптор Иван Шадр оформление Дмитрий Голядкин гравёр Алексей Троицкий |
| (ЦФА [АО «Марка»] № 161) (Mi #253 I B)  |             | Крестьянин             | 0,15 руб. | февраль 1925 года   | массовый | скульптор Иван Шадр оформление Дмитрий Голядкин гравёр Алексей Троицкий |
| (ЦФА [АО «Марка»] № 165) (Mi #256 I B)  |             | Красноармеец           | 0,40 руб. | июнь 1925 года      | массовый | скульптор Иван Шадр оформление Дмитрий Голядкин гравёр Алексей Троицкий |
| (ЦФА [АО «Марка»] № 167) (Mi #258 I B)  |             | Красноармеец           | 1,00 руб. | январь 1925 года    | массовый | скульптор Иван Шадр оформление Дмитрий Голядкин гравёр Алексей Троицкий |
| (ЦФА [АО «Марка»] № 168) (Mi #259 I B)  |             | Красноармеец           | 2,00 руб. | 23 мая 1925 года    | массовый | скульптор Иван Шадр оформление Дмитрий Голядкин гравёр Алексей Троицкий |
| (ЦФА [АО «Марка»] № 169) (Mi #260 I E)  |             | Красноармеец           | 3,00 руб. | январь 1925 года    | массовый | скульптор Иван Шадр оформление Дмитрий Голядкин гравёр Алексей Троицкий |
| (ЦФА [АО «Марка»] № 170) (Mi #261 I E)  |             | Рабочий                | 5,00 руб. | январь 1925 года    | массовый | скульптор Иван Шадр оформление Дмитрий Голядкин гравёр Алексей Троицкий |

### Стандарт «В. И. Ленин» (1925—1939)
В 1925 году начат выпуск стандартных почтовых марок с портретом В. И. Ленина (1925—1939) номиналом в 5 и 10 рублей (художник В. Корзун).
Порядок следования элементов в таблице соответствует номеру по каталогу марок СССР (ЦФА), в скобках приведены номера по каталогу «Михель».
| № по каталогу                                                                          | Изображение | Описание и источники | Номинал    | Дата выпуска   | Тираж   | Художник                          |
| -------------------------------------------------------------------------------------- | ----------- | -------------------- | ---------- | -------------- | ------- | --------------------------------- |
| (ЦФА [АО «Марка»] № 223) (ЦФА [АО «Марка»] № 223А) (ЦФА [АО «Марка»] № 223Б) (Mi #296) |             | Портрет В. И. Ленина | 5,00 руб.  | июль 1925 года | 750 000 | В. Корзун гравёр Алексей Троицкий |
| (ЦФА [АО «Марка»] № 224) (ЦФА [АО «Марка»] № 224А) (ЦФА [АО «Марка»] № 224Б) (Mi #297) |             | Портрет В. И. Ленина | 10,00 руб. | июль 1925 года | 300 000 | В. Корзун гравёр Алексей Троицкий |

## Доплатные марки
С мая по ноябрь 1925 года были выпущены доплатные марки СССР, которые были введены на всей территории СССР (в отличие от марок 1924 года, которые использовались только на Московском и Петроградском (Ленинградском) почтамтах до 30 апреля 1925 года, после чего все доплатные марки с надпечатками были изъяты из обращения и заменены марками с оригинальным рисунком). В 1925 году были изданы две серии доплатных марок разных номиналов: одна серия была отпечатана литографским  (ЦФА [АО «Марка»] № Д10) —  (ЦФА [АО «Марка»] № Д16), а другая — типографским способом на бумаге без водяного знака  (ЦФА [АО «Марка»] № Д17) —  (ЦФА [АО «Марка»] № Д22). Последние доплатные марки  (ЦФА [АО «Марка»] № Д23) —  (ЦФА [АО «Марка»] № Д29) печатались на бумаге с водяным знаком. Кроме того, литографский выпуск существует с различными вариантами зубцовки. Доплатные марки образца 1925 года использовались по назначению до 1 февраля 1926 года. В дальнейшем вместо доплатных марок стали применять доплатные штемпели с надписью «Доплатить» или «Доплата». С 1 февраля 1926 года и до 15 мая 1927 года доплатные марки СССР всех номиналов использовались без каких-либо надпечаток в качестве почтовых. Затем в июне 1927 года на доплатных марках выпуска 1925 года была сделана чёрная типографская надпечатка текста «ПОЧТОВАЯ МАРКА» и нового номинала — «8 коп.», и марки поступили в обычное почтовое обращение.
| № по каталогу                                                                        | Изображение | Описание и источники | Номинал   | Дата выпуска  | Тираж     | Художник  |
| ------------------------------------------------------------------------------------ | ----------- | -------------------- | --------- | ------------- | --------- | --------- |
| (ЦФА [АО «Марка»] № Д10) (ЦФА [АО «Марка»] № Д17) (ЦФА [АО «Марка»] № Д23) (Mi #317) |             | Доплата 1 коп        | 0,01 руб. | май 1925 года | не указан | не указан |
| (ЦФА [АО «Марка»] № Д11) (ЦФА [АО «Марка»] № Д18) (ЦФА [АО «Марка»] № Д24) (Mi #318) |             | Доплата 2 коп        | 0,02 руб. | май 1925 года | не указан | не указан |
| (ЦФА [АО «Марка»] № Д12) (ЦФА [АО «Марка»] № Д19) (ЦФА [АО «Марка»] № Д25) (Mi #319) |             | Доплата 3 коп        | 0,03 руб. | май 1925 года | не указан | не указан |
| (ЦФА [АО «Марка»] № Д13) (ЦФА [АО «Марка»] № Д20) (ЦФА [АО «Марка»] № Д26) (Mi #320) |             | Доплата 7 коп        | 0,07 руб. | май 1925 года | не указан | не указан |
| (ЦФА [АО «Марка»] № Д14) (ЦФА [АО «Марка»] № Д21) (ЦФА [АО «Марка»] № Д27) (Mi #321) |             | Доплата 8 коп        | 0,08 руб. | май 1925 года | не указан | не указан |
| (ЦФА [АО «Марка»] № Д15) (ЦФА [АО «Марка»] № Д28) (Mi #322)                          |             | Доплата 10 коп       | 0,10 руб. | май 1925 года | не указан | не указан |
| (ЦФА [АО «Марка»] № Д16) (ЦФА [АО «Марка»] № Д22) (ЦФА [АО «Марка»] № Д29) (Mi #323) |             | Доплата 14 коп       | 0,14 руб. | май 1925 года | не указан | не указан |

## Фальсификации
Для ранних выпусков почтовых марок СССР зубцовка не регламентировалась, и марки в пределах одного выпуска перфорировались по разной технологии. Тиражи почтовых марок с разными разновидностями зубцовки очень часто значительно отличались, что обусловило бо́льшую редкость одного из видов зубцовки и в результате более высокую рыночную стоимость подобной разновидности. Этим обстоятельством умело пользовались фальсификаторы, которые добивали редкую разновидность зубцовки на обычной марке. В ряде случаев такие марки легко отличить от подлинных, ибо у них меньшее расстояние между противоположными (параллельными) рядами зубцов (достаточно наложить такую марку на подлинную с обычной зубцовкой и её размеры окажутся меньше оригинальной). Также на подделках могут оставаться следы прежней зубцовки. В случае, когда однотипные марки официально выпускались с разновидностями по зубцовке и в беззубцовом варианте фальсификат можно отличить по структуре и форме отверстий проколов при большом увеличении. Тем не менее в большинстве случаев требуется квалифицированная экспертиза. Распространены подделки почтовых марок с редкими разновидностями зубцовки, которые изготавливают из беззубцовых литографских или типографских марок того же дизайна и номинала. При этом экспертиза такого рода подделок крайне затруднена. Кроме того, встречаются фальсификации иного рода, когда из перфорированного выпуска изготавливается редкая (дорогая) разновидность беззубцовой марки. Распознать такого рода фальсификацию относительно не сложно, ибо официально выпущенные беззубцовыми марки обладают широкими полями. Кроме того, известны грубые подделки редкой марки  (ЦФА [АО «Марка»] № 136) «Лимонка» из  (ЦФА [АО «Марка»] № 136А) подбивкой зубцов, из  (ЦФА [АО «Марка»] № 184) методом раскатки бумаги с водяным знаком и добивкой зубцов.

## Комментарии
1. ↑  Коммеморативные марки — обобщённое название специальных художественных (памятных, юбилейных и других) почтовых марок. Для упрощения терминологии в случаях, когда требуется лишь подчеркнуть, что данная марка не является общеупотребляемой (то есть стандартной), под термином «коммеморативная марка» подразумевают, кроме перечисленных выше, также тематические (рисунки которых, посвящены определённой теме коллекционирования) марки. Также все упомянутые марки, объединённые термином «коммеморативная», имеют общую черту: как правило, такие марки изготовляются на высоком полиграфическом уровне[4].
2. ↑  Ниже приведён перечень памятных художественных марок (с возможностью сортировки по номиналу, тиражу и дате введения в обращение).
3. ↑  Первая годовщина со дня смерти В. И. Ленина: изображение первого (деревянного) мавзолея Ленина. Синяя, печать глубокая на бумаге с водяным знаком «ковер», без зубцов, 50 (5×10) экземпляров на марочных листах[1][14].
4. 1 2  Суммарный тираж вариантов марок  (ЦФА [АО «Марка»] № 212),  (ЦФА [АО «Марка»] № 216) и  (ЦФА [АО «Марка»] № 216А)[16].
5. ↑  Первая годовщина со дня смерти В. И. Ленина: изображение первого (деревянного) мавзолея Ленина. Зелёная, печать глубокая на бумаге с водяным знаком «ковер», без зубцов, 50 (5×10) экземпляров на марочных листах[1][14].
6. 1 2  Суммарный тираж вариантов марок  (ЦФА [АО «Марка»] № 213),  (ЦФА [АО «Марка»] № 217) и  (ЦФА [АО «Марка»] № 217А)[16].
7. ↑  Первая годовщина со дня смерти В. И. Ленина: изображение первого (деревянного) мавзолея Ленина. Карминовая, печать глубокая на бумаге с водяным знаком «ковер», без зубцов, 50 (5×10) экземпляров на марочных листах[1][14].
8. 1 2  Суммарный тираж вариантов марок  (ЦФА [АО «Марка»] № 214),  (ЦФА [АО «Марка»] № 218) и  (ЦФА [АО «Марка»] № 218А)[16].
9. ↑  Первая годовщина со дня смерти В. И. Ленина: изображение первого (деревянного) мавзолея Ленина. Лилово-коричневая, печать глубокая на бумаге с водяным знаком «ковер», без зубцов, 50 (5×10) экземпляров на марочных листах[1][14].
10. 1 2  Суммарный тираж вариантов марок  (ЦФА [АО «Марка»] № 215),  (ЦФА [АО «Марка»] № 219) и  (ЦФА [АО «Марка»] № 219А)[16].
11. ↑  Первая годовщина со дня смерти В. И. Ленина: изображение первого (деревянного) мавзолея Ленина. Синяя, печать глубокая на бумаге с водяным знаком «ковер» и вариант  (ЦФА [АО «Марка»] № 216А) на плотной бумаге без водяного знака, перфорирована: рамочная зубцовка 13½ (на каждые 2 сантиметра края марки приходится 13½ зубцов), 50 (5×10) экземпляров на марочных листах[1][14].
12. ↑  Первая годовщина со дня смерти В. И. Ленина: изображение первого (деревянного) мавзолея Ленина. Зелёная, печать глубокая на бумаге с водяным знаком «ковер» и вариант  (ЦФА [АО «Марка»] № 217А) на плотной бумаге без водяного знака, перфорирована: рамочная зубцовка 13½ (на каждые 2 сантиметра края марки приходится 13½ зубцов), 50 (5×10) экземпляров на марочных листах[1][14].
13. ↑  Первая годовщина со дня смерти В. И. Ленина: изображение первого (деревянного) мавзолея Ленина. Карминовая, печать глубокая на бумаге с водяным знаком «ковер» и вариант  (ЦФА [АО «Марка»] № 218А) на плотной бумаге без водяного знака, перфорирована: рамочная зубцовка 13½ (на каждые 2 сантиметра края марки приходится 13½ зубцов), 50 (5×10) экземпляров на марочных листах[1][14].
14. ↑  Первая годовщина со дня смерти В. И. Ленина: изображение первого (деревянного) мавзолея Ленина. Лилово-коричневая, печать глубокая на бумаге с водяным знаком «ковер» и вариант  (ЦФА [АО «Марка»] № 219А) на плотной бумаге без водяного знака, перфорирована: рамочная зубцовка 13½ (на каждые 2 сантиметра края марки приходится 13½ зубцов), 50 (5×10) экземпляров на марочных листах[1][14].
15. ↑  200-летие Академии наук СССР: Портрет М. В. Ломоносова на фоне Академии наук. Коричневая, печать глубокая на бумаге с водяным знаком «ковер», перфорирована: линейная зубцовка нескольких вариантов (А, Б, В, Г): 12½, 13½ (на каждые 2 сантиметра края марки приходится 12½ или 13½ зубцов), 40 (8×5) экземпляров на марочных листах[1][17].
16. ↑  200-летие Академии наук СССР: Портрет М. В. Ломоносова на фоне Академии наук. Оливково-зелёная, печать глубокая на бумаге с водяным знаком «ковер», перфорирована: линейная зубцовка нескольких вариантов (А, Б): 12½, 13½ (на каждые 2 сантиметра края марки приходится 12½ или 13½ зубцов), 40 (8×5) экземпляров на марочных листах[1][17].
17. ↑  30 лет изобретения радио А. С. Поповым. Тёмно-синяя (на марке  (ЦФА [АО «Марка»] № 229А) фон серый), печать глубокая на бумаге с водяным знаком «ковер», перфорирована: линейная зубцовка 13½ (на каждые 2 сантиметра края марки приходится 13½ зубцов), 100 (10×10) экземпляров на марочных листах[1][17].
18. ↑  30 лет изобретения радио А. С. Поповым. Оливково-зелёная, печать глубокая на бумаге с водяным знаком «ковер», перфорирована: линейная зубцовка 13½ (на каждые 2 сантиметра края марки приходится 13½ зубцов), 100 (10×10) экземпляров на марочных листах[1][17].
19. ↑  20-летие Первой русской революции; «Забастовка почтовых работников», размер рисунка 18,8×34,3 мм, Тёмно-зелёная, печать глубокая на бумаге с вертикальным водяным знаком «ковер», без зубцов, 40 (8×5) марок на марочных листах. Тираж марки  (ЦФА [АО «Марка»] № 231) — 2 млн экземпляров[1][18][19].
20. ↑  Тираж марки  (ЦФА [АО «Марка»] № 231)  (Mi #302 B) — 2 млн. экземпляров[18][19].
21. ↑  20-летие Первой русской революции «Революционный митинг». Коричневая, печать глубокая на бумаге с водяным знаком «ковер», без зубцов, 40 (8×5) марок на марочных листах. Тираж марки  (ЦФА [АО «Марка»] № 232) — 1 млн экземпляров[1][18][19].
22. ↑  Тираж марки  (ЦФА [АО «Марка»] № 232)  (Mi #303 B) — 1 млн. экземпляров[18][19].
23. ↑  20-летие Первой русской революции — «Баррикады на Красной Пресне». Карминовая, печать глубокая на бумаге с водяным знаком «ковер», без зубцов, 40 (5×8) марок на марочных листах. Тираж марки  (ЦФА [АО «Марка»] № 233) — 1 млн экземпляров[1][18][19].
24. ↑  Тираж марки  (ЦФА [АО «Марка»] № 233)  (Mi #304 B) — 1 млн. экземпляров[18][19].
25. ↑  20-летие Первой русской революции; «Забастовка почтовых работников», размер рисунка 18,8×34,3 мм, Тёмно-зелёная, печать глубокая на бумаге с вертикальным водяным знаком «ковер», перфорирована: зубцовка нескольких вариантов: от комбинированной линейной 12:12½ до линейной 13½ (на каждые 2 сантиметра края марки приходится от 12:12½ до 13½ зубцов), 40 (8×5) марок на марочных листах. Тираж марки  (ЦФА [АО «Марка»] № 234) — 2 млн экземпляров[1][18][19].
26. ↑  Тираж марки  (ЦФА [АО «Марка»] № 234)  (Mi #302 A) — 2 млн. экземпляров[18][19].
27. ↑  20-летие Первой русской революции «Революционный митинг». Коричневая, печать глубокая на бумаге с водяным знаком «ковер», перфорирована: линейная зубцовка нескольких вариантов: от 12:12½ до 13½ (на каждые 2 сантиметра края марки приходится от 12:12½ до 13½ зубцов), 40 (8×5) марок на марочных листах. Тираж марки  (ЦФА [АО «Марка»] № 235) — 1 млн экземпляров[1][18][19].
28. ↑  Тираж марки  (ЦФА [АО «Марка»] № 235)  (Mi #303 A) — 1 млн. экземпляров[18][19].
29. ↑  20-летие Первой русской революции — «Баррикады на Красной Пресне». Карминовая, печать глубокая на бумаге с водяным знаком «ковер», перфорирована: линейная зубцовка нескольких вариантов: от 12:12½ до 13½ (на каждые 2 сантиметра края марки приходится от 12:12½ до 13½ зубцов), 40 (5×8) марок на марочных листах. Тираж марки  (ЦФА [АО «Марка»] № 236) — 1 млн экземпляров[1][18][19].
30. ↑  Тираж марки  (ЦФА [АО «Марка»] № 236)  (Mi #304 A) — 1 млн. экземпляров[18][19].
31. ↑  100-летие восстания декабристов: «Декабристы на каторге». Зелёная, печать глубокая на бумаге с водяным знаком «ковер», без зубцов, 60 (10×6) марок на марочных листах. Тираж марки  (ЦФА [АО «Марка»] № 237) — 2 млн экземпляров[1][20][21].
32. ↑  Тираж марки  (ЦФА [АО «Марка»] № 237)  (Mi #305 B) — 2 млн. экземпляров[18][19].
33. ↑  100-летие восстания декабристов: «Декабристы на Сенатской площади». Коричневая, печать глубокая на бумаге с водяным знаком «ковер», без зубцов, 60 (10×6) марок на марочных листах. Тираж марки  (ЦФА [АО «Марка»] № 238) — 1 млн экземпляров[1][20][21].
34. ↑  Тираж марки  (ЦФА [АО «Марка»] № 238)  (Mi #306 B) — 1 млн. экземпляров[18][19].
35. ↑  100-летие восстания декабристов: барельеф «Портреты казнённых декабристов». Карминовая, печать глубокая на бумаге с водяным знаком «ковер», без зубцов, 100 (10×10) марок на марочных листах. Тираж марки  (ЦФА [АО «Марка»] № 239) — 1 млн экземпляров[1][20][21].
36. ↑  Тираж марки  (ЦФА [АО «Марка»] № 239)  (Mi #307 B) — 1 млн. экземпляров[18][19].
37. ↑  100-летие восстания декабристов: «Декабристы на каторге». Зелёная, печать глубокая на бумаге с водяным знаком «ковер», перфорирована: зубцовка нескольких вариантов: от 12:12½ до 13½ (на каждые 2 сантиметра края марки приходится от 12:12½ до 13½ зубцов), 60 (10×6) марок на марочных листах. Тираж марки  (ЦФА [АО «Марка»] № 240) — 2 млн экземпляров[1][20][21].
38. ↑  Тираж марки  (ЦФА [АО «Марка»] № 240)  (Mi #305 A) — 2 млн. экземпляров[18][19].
39. ↑  100-летие восстания декабристов: «Декабристы на Сенатской площади». Коричневая, печать глубокая на бумаге с водяным знаком «ковер», перфорирована: зубцовка нескольких вариантов: от 12:12½ до 13½ (на каждые 2 сантиметра края марки приходится от 12:12½ до 13½ зубцов), 60 (10×6) марок на марочных листах. Тираж марки  (ЦФА [АО «Марка»] № 241) — 1 млн экземпляров[1][20][21].
40. ↑  Тираж марки  (ЦФА [АО «Марка»] № 241)  (Mi #306 A) — 1 млн. экземпляров[18][19].
41. ↑  100-летие восстания декабристов: барельеф «Портреты казнённых декабристов». Карминовая, печать глубокая на бумаге с водяным знаком «ковер», перфорирована: зубцовка нескольких вариантов: от 12:12½ до 13½ (на каждые 2 сантиметра края марки приходится от 12:12½ до 13½ зубцов), 100 (10×10) марок на марочных листах. Тираж марки  (ЦФА [АО «Марка»] № 242) — 1 млн экземпляров[1][20][21].
42. ↑  Тираж марки  (ЦФА [АО «Марка»] № 242)  (Mi #307 A) — 1 млн. экземпляров[18][19].
43. 1 2  Ниже приведён перечень стандартных марок (с возможностью сортировки по номиналу, тиражу и дате введения в обращение).
44. ↑  Серо-голубая, печать типографская на бумаге без водяного знака, перфорирована: рамочная зубцовка 14:14½ (на каждые 2 сантиметра края марки приходится 14-14½ зубцов). Марочные листы по 100 (10×10), группы по 4 блока (5×5) марок, разделённых дорожками[6][7][23][24].
45. ↑  Является одной из самых редких почтовых марок СССР, особенно в негашёном виде[25]. Лимонно-жёлтая, печать типографская на бумаге без водяного знака, перфорирована: рамочная зубцовка 14:14½ (на каждые 2 сантиметра края марки приходится 14-14½ зубцов). Марочные листы по 100 (10×10), группы по 4 блока (5×5) марок, разделённых дорожками[6][7][23][24].
46. ↑  Синяя, светло-коричневая, печать типографская на бумаге без водяного знака, перфорирована: линейная зубцовка 10½ (на каждые 2 сантиметра края марки приходится 10½ зубцов). Ещё одна разновидность  (ЦФА [АО «Марка»] № 144А) с линейной зубцовкой 10 в почтовое обращение официально не поступала. Марочные листы по 25 (5×5) марок[6][7][23][24].
47. ↑  Кирпично-красная, печать типографская на бумаге с водяным знаком «ковер», перфорирована: рамочная зубцовка 12 (на каждые 2 сантиметра края марки приходится 12 зубцов). Марочные листы по 100 (10×10), группы по 4 блока (5×5) марок, разделённых дорожками, также по 80 (10×8), группами по 4 блока (5×4) марок[6][7][26][24].
48. ↑  Лиловая, печать типографская на бумаге с водяным знаком «ковер», перфорирована: рамочная зубцовка 12 (на каждые 2 сантиметра края марки приходится 12 зубцов). Разновидность  (ЦФА [АО «Марка»] № 153) фиолетовая. Марочные листы по 100 (10×10), группы по 4 блока (5×5) марок, разделённых дорожками[6][7][26][24].
49. ↑  Оливковая. Печать типографская с водяным знаком «ковер», перфорирована: рамочная зубцовка 12 (на каждые 2 сантиметра края марки приходится 12 зубцов). Марочные листы по 100 (10×10), группы по 4 блока (5×5) марок, разделённых дорожками[6][7][26][27].
50. ↑  Красно-оранжевая, печать типографская на бумаге с водяным знаком «ковер», перфорирована: рамочная зубцовка 12 (на каждые 2 сантиметра края марки приходится 12 зубцов). Марочные листы по 100 (10×10), группы по 4 блока (5×5) марок, разделённых дорожками, также по 80 (10×8), группами по 4 блока (5×4) марок[6][7][26][24].
51. ↑  Голубая, печать типографская на бумаге с водяным знаком «ковер», перфорирована: рамочная зубцовка 12 (на каждые 2 сантиметра края марки приходится 12 зубцов). Марочные листы по 100 (10×10), группы по 4 блока (5×5) марок, разделённых дорожками[6][7][26][27].
52. ↑  Серо-голубая, печать типографская на бумаге с водяным знаком «ковер», перфорирована: рамочная зубцовка 12 (на каждые 2 сантиметра края марки приходится 12 зубцов). Марочные листы по 100 (10×10), группы по 4 блока (5×5) марок, разделённых дорожками[6][7][26][24].
53. ↑  Лимонно-жёлтая, печать типографская на бумаге с водяным знаком «ковер», перфорирована: рамочная зубцовка 12 (на каждые 2 сантиметра края марки приходится 12 зубцов). Марочные листы по 100 (10×10), группы по 4 блока (5×5) марок, разделённых дорожками[6][7][26][24].
54. ↑  Серая, печать типографская на бумаге с водяным знаком «ковер», перфорирована: рамочная зубцовка 12 (на каждые 2 сантиметра края марки приходится 12 зубцов). Марочные листы по 100 (10×10), группы по 4 блока (5×5) марок, разделённых дорожками[6][7][26][24].
55. ↑  Коричневая, красная, печать типографская на бумаге с водяным знаком «ковер», перфорирована: рамочная зубцовка 12 (на каждые 2 сантиметра края марки приходится 12 зубцов). Разновидность  (ЦФА [АО «Марка»] № 167А) с комбинированной рамочной зубцовкой 14:14½. Марочные листы по 100 (10×10), группы по 4 блока (5×5) марок, разделённых дорожками, также по 80 (10×8), группами по 4 блока (5×4) марок[6][7][26][24].
56. ↑  Красная, зелёная, печать типографская на бумаге с водяным знаком «ковер», перфорирована: рамочная зубцовка 12 (на каждые 2 сантиметра края марки приходится 12 зубцов). Разновидность  (ЦФА [АО «Марка»] № 168А) с комбинированной рамочной зубцовкой 14:14½. Марочные листы по 100 (10×10), группы по 4 блока (5×5) марок, разделённых дорожками, также по 80 (10×8), группами по 4 блока (5×4) марок[6][7][26][24].
57. ↑  Коричневая, светло-зелёная, печать типографская на бумаге без водяного знака, перфорирована: линейная зубцовка 13½ (на каждые 2 сантиметра края марки приходится 13½ зубцов). Марочные листы по 25 (5×5) марок[6][7][23][24].
58. ↑  Синяя, светло-коричневая, печать типографская на бумаге без водяного знака, перфорирована: линейная зубцовка 13½ (на каждые 2 сантиметра края марки приходится 13½ зубцов). Марочные листы по 25 (5×5) марок[6][7][23][24].
59. ↑  Портрет В. И. Ленина, кирпично-красная. Металлография на плотной бумаге с водяным знаком «ковер», перфорирована:  (ЦФА [АО «Марка»] № 223) — линейная зубцовка 10½ (на каждые 2 сантиметра края марки приходится 10½ зубцов);  (ЦФА [АО «Марка»] № 223А) — линейная зубцовка 12½ (на каждые 2 сантиметра края марки приходится 12½ зубцов);  (ЦФА [АО «Марка»] № 223Б) — линейная зубцовка 13½ (на каждые 2 сантиметра края марки приходится 13½ зубцов). Марки без зубцов  (ЦФА [АО «Марка»] № 225) в обращение не поступали[1][10][11].
60. ↑  Портрет В. И. Ленина, тёмно-синяя. Металлография на плотной бумаге с водяным знаком «ковер», перфорирована:  (ЦФА [АО «Марка»] № 224) — линейная зубцовка 10½ (на каждые 2 сантиметра края марки приходится 10½ зубцов);  (ЦФА [АО «Марка»] № 224А) — линейная зубцовка 12½ (на каждые 2 сантиметра края марки приходится 12½ зубцов);  (ЦФА [АО «Марка»] № 224Б) — линейная зубцовка 13½ (на каждые 2 сантиметра края марки приходится 13½ зубцов). Марки без зубцов  (ЦФА [АО «Марка»] № 226) в обращение не поступали[1][10][11].
61. ↑  Доплатные марки — почтовые марки, которые не реализуются населению, а наклеиваются почтовыми служащими на почтовые отправления, оплаченные ниже действующего тарифа, чтобы взыскать почтовый сбор с адресата при получении почтового отправления, либо в случае, когда доставку почтового отправления должен оплачивать именно получатель (к примеру, доплатные марки денежных поручений)[29]. В СССР доплатные марки выпускались до 1925 года[30].
62. ↑  Красная, разновидности:  (ЦФА [АО «Марка»] № Д10) — литография на бумаге без водяного знака, перфорирована: рамочная зубцовка 12 (на каждые 2 сантиметра края марки приходится 12 зубцов), часть тиража без зубцов[12].  (ЦФА [АО «Марка»] № Д17) — печать типографским способом на бумаге без водяного знака, перфорирована: рамочная зубцовка 12.  (ЦФА [АО «Марка»] № Д23) — печать типографская с водяным знаком «ковер», перфорирована: рамочная зубцовка 12. Марочные листы по 100 (10×10), группы по 4 блока (5×5) марок, разделённых дорожками[1][12][33][34].
63. ↑  Лиловая, разновидности:  (ЦФА [АО «Марка»] № Д11) — литография на бумаге без водяного знака, перфорирована: рамочная зубцовка 12 (на каждые 2 сантиметра края марки приходится 12 зубцов), часть тиража без зубцов[12].  (ЦФА [АО «Марка»] № Д18) — печать типографским способом на бумаге без водяного знака, перфорирована: рамочная зубцовка 12.  (ЦФА [АО «Марка»] № Д24) — печать типографская с водяным знаком «ковер», перфорирована: рамочная зубцовка 12. Марочные листы по 100 (10×10), группы по 4 блока (5×5) марок, разделённых дорожками[1][12][34].
64. ↑  Голубая, разновидности:  (ЦФА [АО «Марка»] № Д12) — литография на бумаге без водяного знака, перфорирована: рамочная зубцовка 12 (на каждые 2 сантиметра края марки приходится 12 зубцов).  (ЦФА [АО «Марка»] № Д12А) — литография на бумаге без водяного знака, перфорирована: комбинированная рамочная зубцовка 14½:14 (на каждые 2 сантиметра края марки приходится 14½:14 зубцов).  (ЦФА [АО «Марка»] № Д19) — печать типографским способом на бумаге без водяного знака, перфорирована: рамочная зубцовка 12.  (ЦФА [АО «Марка»] № Д25) — печать типографская с водяным знаком «ковер», перфорирована: рамочная зубцовка 12. Марочные листы по 100 (10×10), группы по 4 блока (5×5) марок, разделённых дорожками[1][12][33][34].
65. ↑  Оранжевая, разновидности:  (ЦФА [АО «Марка»] № Д13) — литография на бумаге без водяного знака, перфорирована: рамочная зубцовка 12 (на каждые 2 сантиметра края марки приходится 12 зубцов).  (ЦФА [АО «Марка»] № Д13А) — литография на бумаге без водяного знака, перфорирована: комбинированная рамочная зубцовка 14½:14 (на каждые 2 сантиметра края марки приходится 14½:14 зубцов).  (ЦФА [АО «Марка»] № Д20) — печать типографским способом на бумаге без водяного знака, перфорирована: рамочная зубцовка 12.  (ЦФА [АО «Марка»] № Д26) — печать типографская с водяным знаком «ковер», перфорирована: рамочная зубцовка 12. Марочные листы по 100 (10×10), группы по 4 блока (5×5) марок, разделённых дорожками[1][12][33][34].
66. ↑  Зелёная, разновидности:  (ЦФА [АО «Марка»] № Д14) — литография на бумаге без водяного знака, перфорирована: рамочная зубцовка 12 (на каждые 2 сантиметра края марки приходится 12 зубцов), часть тиража без зубцов[12].  (ЦФА [АО «Марка»] № Д21) — печать типографским способом на бумаге без водяного знака, перфорирована: рамочная зубцовка 12.  (ЦФА [АО «Марка»] № Д27) — печать типографская с водяным знаком «ковер», перфорирована: рамочная зубцовка 12. Марочные листы по 100 (10×10), группы по 4 блока (5×5) марок, разделённых дорожками[1][12][33][34].
67. ↑  Тёмно-синяя, разновидности:  (ЦФА [АО «Марка»] № Д15) — литография на бумаге без водяного знака, перфорирована: рамочная зубцовка 12 (на каждые 2 сантиметра края марки приходится 12 зубцов), часть тиража без зубцов[12].  (ЦФА [АО «Марка»] № Д15А) — литография на бумаге без водяного знака, перфорирована: комбинированная рамочная зубцовка 14½:14 (на каждые 2 сантиметра края марки приходится 14½:14 зубцов).  (ЦФА [АО «Марка»] № Д15Б) — литография на тонкой бумаге без водяного знака, перфорирована: рамочная зубцовка 12.  (ЦФА [АО «Марка»] № Д28) — печать типографская с водяным знаком «ковер», перфорирована: рамочная зубцовка 12. Марочные листы по 100 (10×10), группы по 4 блока (5×5) марок, разделённых дорожками[1][12][33][34].
68. ↑  Коричневая, разновидности:  (ЦФА [АО «Марка»] № Д16) — литография на бумаге без водяного знака, перфорирована: рамочная зубцовка 12 (на каждые 2 сантиметра края марки приходится 12 зубцов).  (ЦФА [АО «Марка»] № Д16А) — литография на тонкой бумаге без водяного знака, перфорирована: комбинированная рамочная зубцовка 14½:14 (на каждые 2 сантиметра края марки приходится 14½:14 зубцов).  (ЦФА [АО «Марка»] № Д16Б) — литография на тонкой бумаге без водяного знака, перфорирована: рамочная зубцовка 12.  (ЦФА [АО «Марка»] № Д16АБ) — литография на плотной бумаге без водяного знака, перфорирована: комбинированная рамочная зубцовка 14½:14.  (ЦФА [АО «Марка»] № Д22) — печать типографским способом на бумаге без водяного знака, перфорирована: рамочная зубцовка 12.  (ЦФА [АО «Марка»] № Д29) — печать типографская с водяным знаком «ковер», перфорирована: рамочная зубцовка 12. Марочные листы по 100 (10×10), группы по 4 блока (5×5) марок, разделённых дорожками[1][12][33][34].